# Tarcisiô Kikuchi Isao
Tarcisiô Kikuchi Isao (タルチシオ菊地功 (Tarcisio Cúc Địa Công) Taruchishio Kikuchi Isao) (sinh 1 tháng 11 năm 1958) là một hồng y người Nhật Bản của Giáo hội Công giáo Rôma. Hiện ông đang đảm nhận cương vị Tổng giám mục chính tòa Tổng giáo phận Tokyo, Chủ tịch Hiệp hội Bác ái Caritas Nhật Bản và Caritas Á châu. Vị giám mục người Nhật Bản là thành viên dòng Ngôi Lời, và đã có khoảng thời gian dài làm thừa sai tại Phi Châu, trước khi được chọn làm Giám mục tại quê hương mình.

## Tiểu sử
Tổng giám mục Kikuchi sinh ngày 1 tháng 1 năm 1958 tại thành phố Miyako, tỉnh Iwate, Nhật Bản. Tháng 3 năm 1985, ở tuổi 27, chàng thanh niên trẻ Kikichi quyết định gia nhập Dòng Ngôi Lời và trở thành thành viên của hội dòng này. Ba năm sau khi gia nhập, ngày 15 tháng 3 năm 1986, Phó tế Kikichi được truyền chức linh mục.
Sau khi được phong chức linh mục, vị linh mục trẻ được thuyên chuyển đến Giáo phận Koforidua, Ghana làm công việc truyền giáo. Linh mục Kikuchi đã ở lại đây trong vòng tám năm sau đó. Trở về nước, năm 1999, ông được chọn làm bề trên tỉnh dòng Ngôi Lời tại Nhật Bản.
Ngày 29 tháng 4 năm 2004, Tòa Thánh loan tin chọn linh mục Isao Kikuchi làm Giám mục chính tòa Giáo phận Niigata. Lễ tấn phong cho vị giám mục tân cử đã được cử hành ngày 20 tháng 9 sau đó, với phần nghi thức truyền chức được cử hành bởi ba giáo sĩ, gồm chủ phong: Tổng giám mục Peter Takeo Okada, Tổng giám mục Tổng giáo phận Tokyo, hai vị phụ phong Giám mục Rafael Masahiro Umemura, Giám mục chính tòa Giáo phận Yokohama và giám mục Marcellino Taiji Tani, Giám mục chính tòa Giáo phận Saitama. Tân giám mục đã chọn khẩu hiệu cho mình là: Hiệp nhất trong đa dạng (Varietate unitas).
Giám mục Kikuchi đã cùng các giám mục Nhật Bản đi hành trình Ad Limina đến Tòa Thánh và tháng 12 năm 2007 và tháng 3 năm 2015. Ngoài công việc chính, ông còn kiêm nhiệm thêm nhiệm vụ Giám quản Tông Tòa Giáo phận Saporo từ ngày 17 tháng 11 năm 2009 đến ngày 22 tháng 6 năm 2013 thì chấm dứt. Từ năm 2014, ông trở thành thành viên của Thánh bộ Phúc âm hóa các Dân tộc (cách gọi cũ là Bộ Truyền giáo).
Ngày 25 tháng 10 năm 2017, Tòa Thánh loan báo việc Giáo hoàng Phanxicô chấp thuận đơn xin về hưu của Tổng giám mục Tokyo Peter Takeo Okada, đồng thời quyết định tuyển chọn Giám mục Kikuchi làm Tổng giám mục Tokyo kế vị tổng giám mục Okada vừa về hưu dưỡng. Tổng giám mục Kikuchi sẽ quản lí Tổng giáo phận rộng lớn Tokyo với diện tích 7.343 km², 99.120 giáo dân, 75 cơ sở thờ tự, 346 linh mục, theo số liệu thống kê mới đây vào năm 2015.

## Tông truyền
Tổng giám mục Tarcisiô Isao Kikuchi được tấn phong giám mục năm 2004, thời Giáo hoàng Gioan Phaolô II, bởi:
- Chủ phong: Tổng giám mục Tổng giáo phận Tokyo Peter Takeo Okada.
- Hai vị phụ phong: Giám mục chính tòa Giáo phận Yokohama Raphael Masahiro Umemura và Giám mục chính tòa Giáo phận Saitama Marcellino Taiji Tani.

Tổng giám mục Tarcisiô Isao Kikuchi là Giám mục Chủ phong cho các giám mục:
- Năm 2018, Giám mục Mario Michiaki Yamanouchi, hiện đang là Giám mục chính tòa Giáo phận Saitama
- Năm 2020, Giám mục Paul Daisuke Narui, hiện đang là Giám mục chính tòa Giáo phận Niigata

Tổng giám mục Tarcisiô Isao Kikuchi là Giám mục Phụ phong cho các giám mục:
- Năm 2006, Giám mục Martino Tetsuo Hiraga, hiện đang là Giám mục chính tòa Giáo phận Sendai
- Năm 2013, Giám mục Benado Taiji Katsuya, hiện đang là Giám mục chính tòa Giáo phận Sapporo.
- Năm 2018, Giám mục Wayne Francis Berndt, hiện đang là Giám mục chính tòa Giáo phận Naha
- Năm 2018, Giám mục Josep Maria Abella Batlle, hiện đang là Giám mục phụ tá Tổng giáo phận Osaka.
- Năm 2018, Giám mục Phaolo Toshihiro Sakai, hiện đang là Giám mục phụ tá Tổng giáo phận Osaka.